# Eleanor de Bohun
Eleanor de Bohun, hertogin van Gloucester (circa 1366 - Londen, 3 oktober 1399) was een Engelse edelvrouw.

## Levensloop
Eleanor was de oudste van twee dochters van Humphrey de Bohun, graaf van Hereford, uit diens huwelijk met Joan FitzAlan, dochter van Richard FitzAlan, graaf van Arundel. Haar vader stierf reeds in 1373, waarna Eleanor en haar jongere zus Mary de omvangrijke bezittingen van de familie Bohun erfden.
Tussen 1374 en 1376 werd ze uitgehuwelijkt aan Thomas van Woodstock (1355-1397), de jongste zoon van koning Eduard III van Engeland. In 1380 werd haar echtgenoot de voogd van Eleanors jongere zus, die hij in een klooster wilde laten opsluiten om zo de enige erfgenaam van de bezittingen van de familie Bohunte worden. Toen Thomas van Woodstock een veldtocht naar Frankrijk ondernam, maakte zijn broer Jan van Gent daarvan gebruik om Mary uit te huwelijken aan diens zoon Hendrik Bolingbroke. Hierdoor moest de erfenis van de familie van Eleanor en Mary alsnog opgedeeld worden.
In 1384 werd ze opgenomen in de Orde van de Kousenband. Haar echtgenoot werd in 1385 benoemd tot hertog van Gloucester, maar werd later als een van de Lords Appellant tegenstander van koning Richard II van Engeland. In 1397 werd hij aangeklaagd en onteigend en in september dat jaar vermoord. Eleanor trok vervolgens als zuster naar de Benedictijnenabdij in Barking. In oktober 1399 stierf ze in het Minorietenklooster Aldgate in Londen, om daarna bijgezet te worden in Westminster Abbey.

## Nakomelingen
Eleanor en haar echtgenoot Thomas van Woodstock kregen vijf kinderen:
- Humphrey (1382-1399), graaf van Buckingham
- Anne (1383-1438), huwde eerst rond 1390 met Thomas Stafford, de derde graaf van Stafford, daarna in 1398 met Edmund Stafford, de vijfde graaf van Stafford, en ten slotte in 1404 met William Bourchier, graaf van Eu
- Johanna (1384-1400)
- Isabella van Gloucester (1386-1402)
- Filippa (1389-1399)